# ヴィードゥビチ修道院

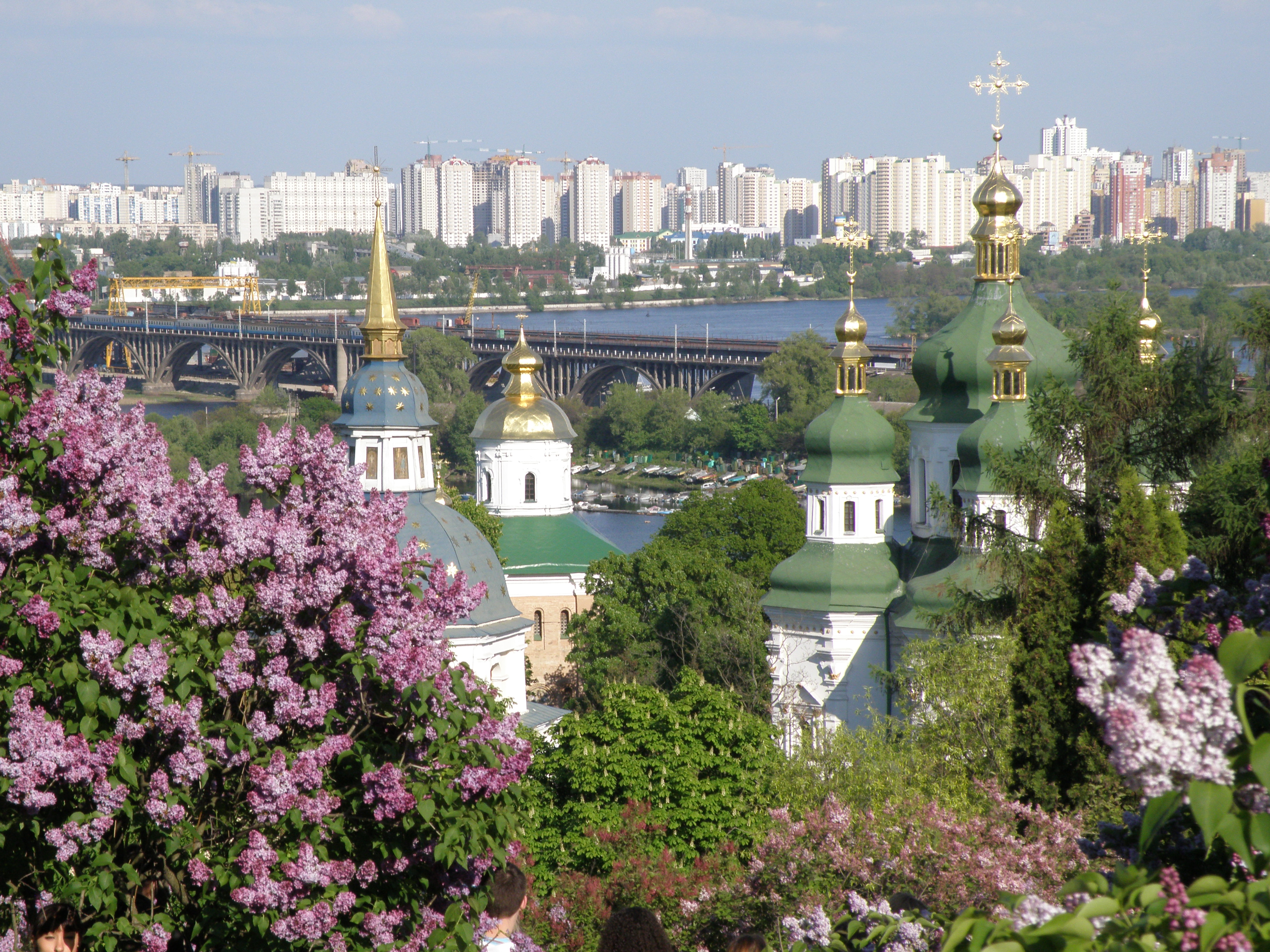
キーウの植物園から見たヴィードゥビチ修道院

ヴィードゥビチ修道院（ヴィードゥビチしゅうどういん、ウクライナ語: Видубицький монастир）は、ウクライナの首都キーウにある正教会の男子修道院。11世紀後半に建立された。ウクライナ正教会・キエフ総主教庁に属している。キーウの名所の一つ。正式名は聖ミハイール・ヴィードゥビチ修道院。

## 概要
ヴィードゥビチ修道院は、1070年代にキーウの郊外ヴィードゥビチにおいてキエフ大公ヤロスラーウ賢公の子ヴセヴォロドが創立した修道院である。当初は大公の離宮と木製の教会があったが、以後に石造りのミハイール聖堂が建立された。
12世紀以降、ヴィードゥビチ修道院はルーシの歴史を編纂する重要な施設であった。ここでは修道院長スィリヴェーストルの下で『ルーシ年代記』と『キエフ年代記』の編集が行われた。修道院はルーシの大公の保護を受けながら、ズヴィリネツィ、リービジ、ナヴォドナ、オソコルキーとドニプロ川の渡し場などを荘園を所有しており、ルーシにおける最も裕福な修道院であった。
1240年にヴィードゥビチ修道院はモンゴル帝国の軍勢による打撃を受けたものの、存続した。17世紀初頭にウクライナ・カトリック教会の修道院となったが、1637年に正教会のキエフ府主教ペトロー・モヒーラに返還された。モヒーラはミハイール聖堂を修復し、修道院をキーウのソフィア大聖堂に所属させた。
17世紀後半にヴィードゥビチ修道院はウクライナ・コサックの一族ミクラシェーウシキー家支援によって再興された。現存する修道院の伽藍は17世紀末期から18世紀初頭にかけて形成されたコサック好みのウクライナ・バロック様式の伽藍である。
1786年にロシア帝国はコサック国家を併合すると、ロシア政府の命によりヴィードゥビチ修道院の私有地が没収され、修道院は第三級の修道院として位置づけられた。その後、19世紀に第二級の修道院、20世紀初頭に第一級の修道院となった。ロシア革命の直前にヴィードゥビチ修道院では宗教施設のほかに、病院や孤児院などがあった。
1921年にヴィードゥビチ修道院は共産系政権によって廃止され、1932年に部分的に破壊された。1945年にウクライナ社会主義共和国学士院のキーウ植物園に委託された。
1967年から1982年にかけてヴィードゥビチ修道院では大規模の修復が行われた。ウクライナ独立後に修道院はウクライナ正教会・キエフ総主教庁の修道院となった。

## 画像

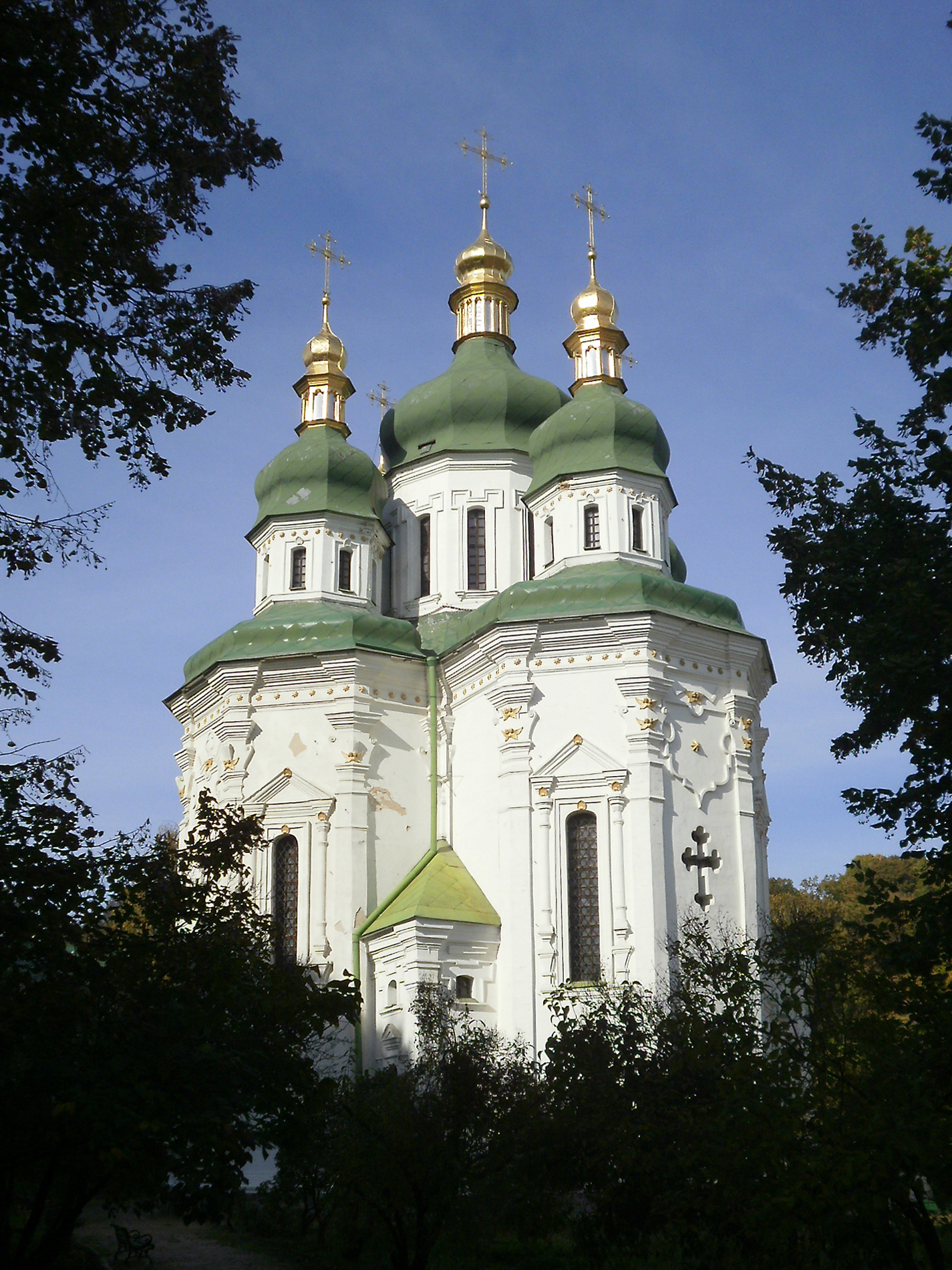
ゲオルギー大聖堂 （17世紀末期）
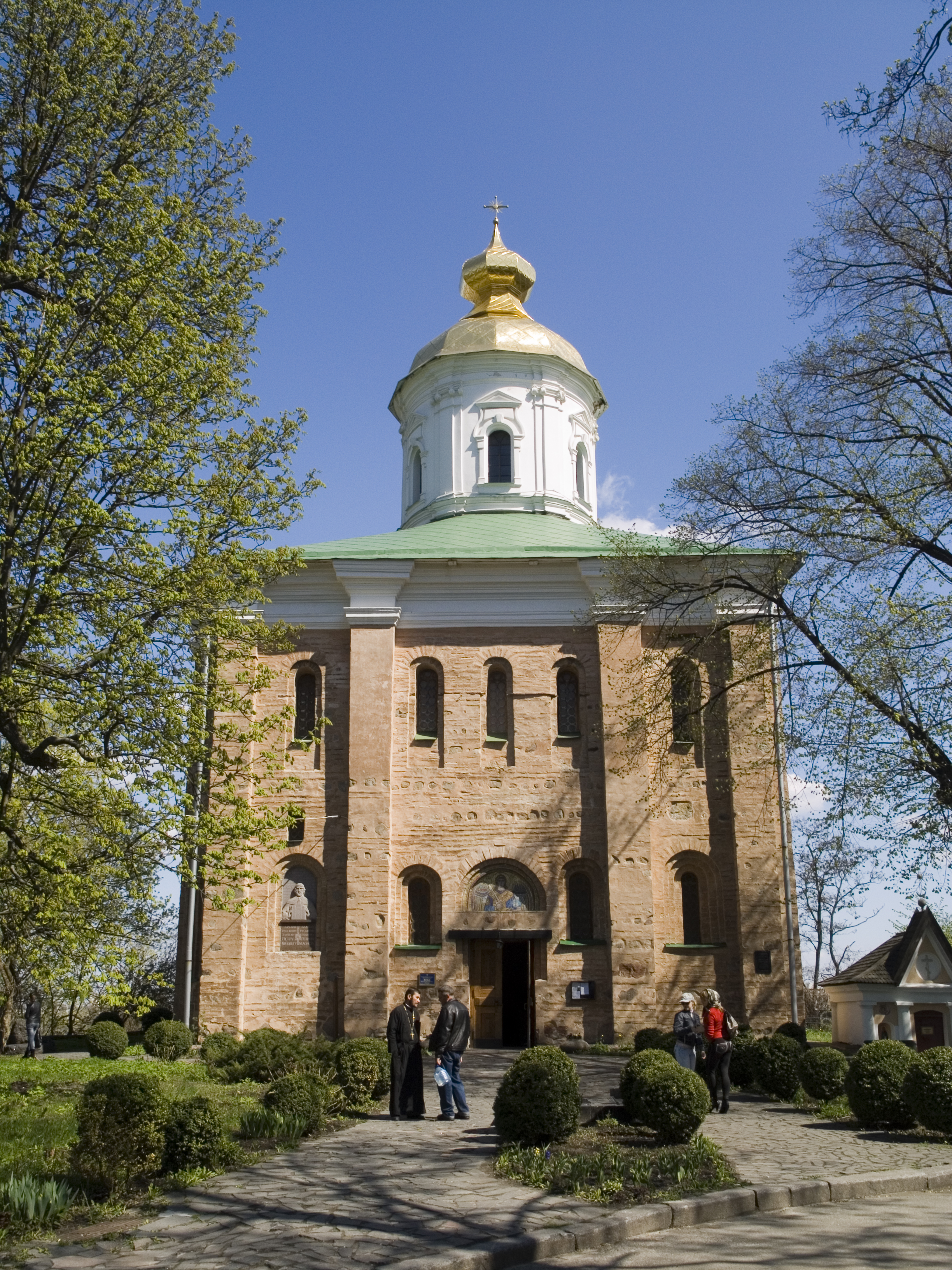
ミハイール聖堂 （12世紀）
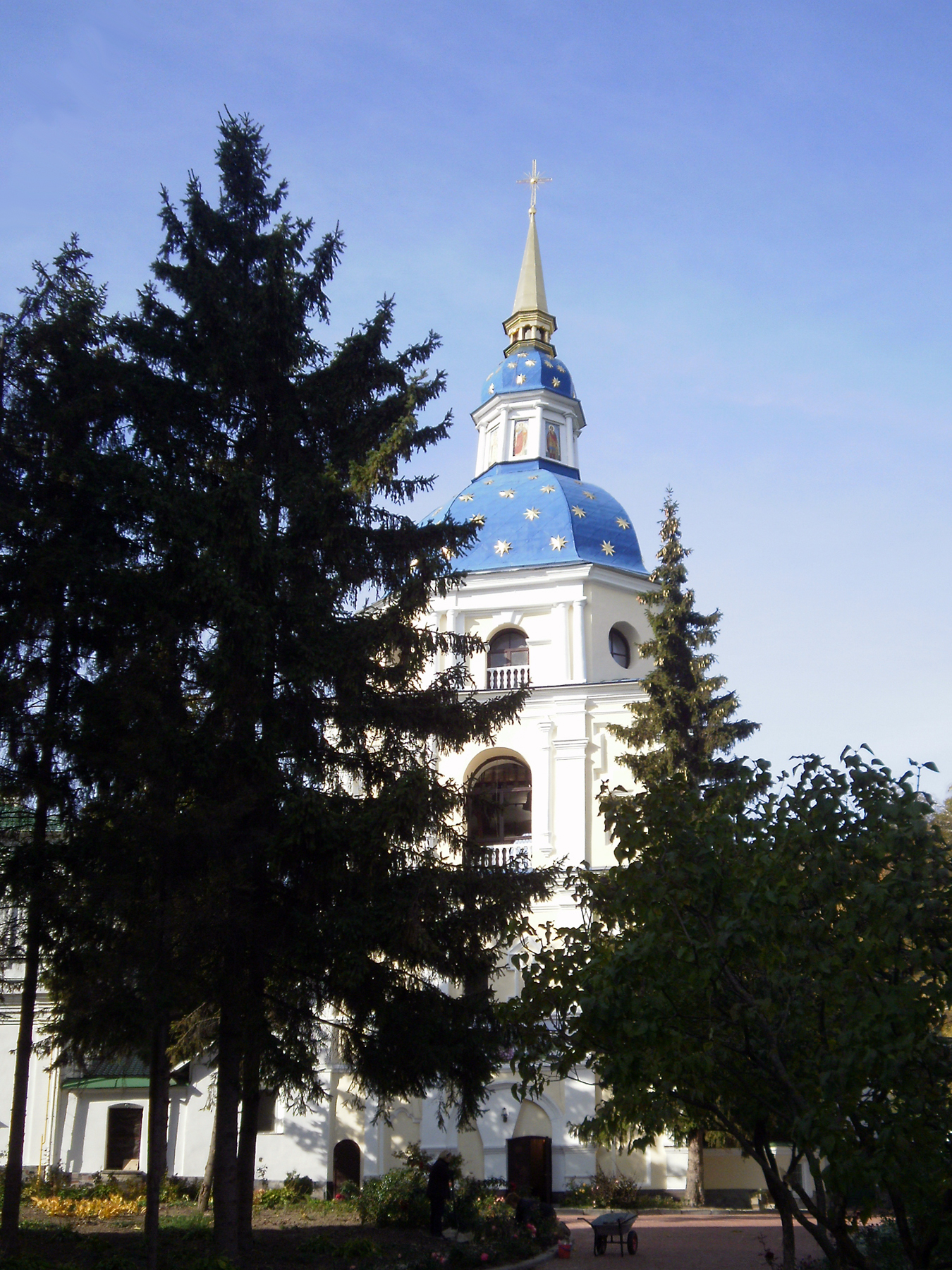
鐘楼 （18世紀）
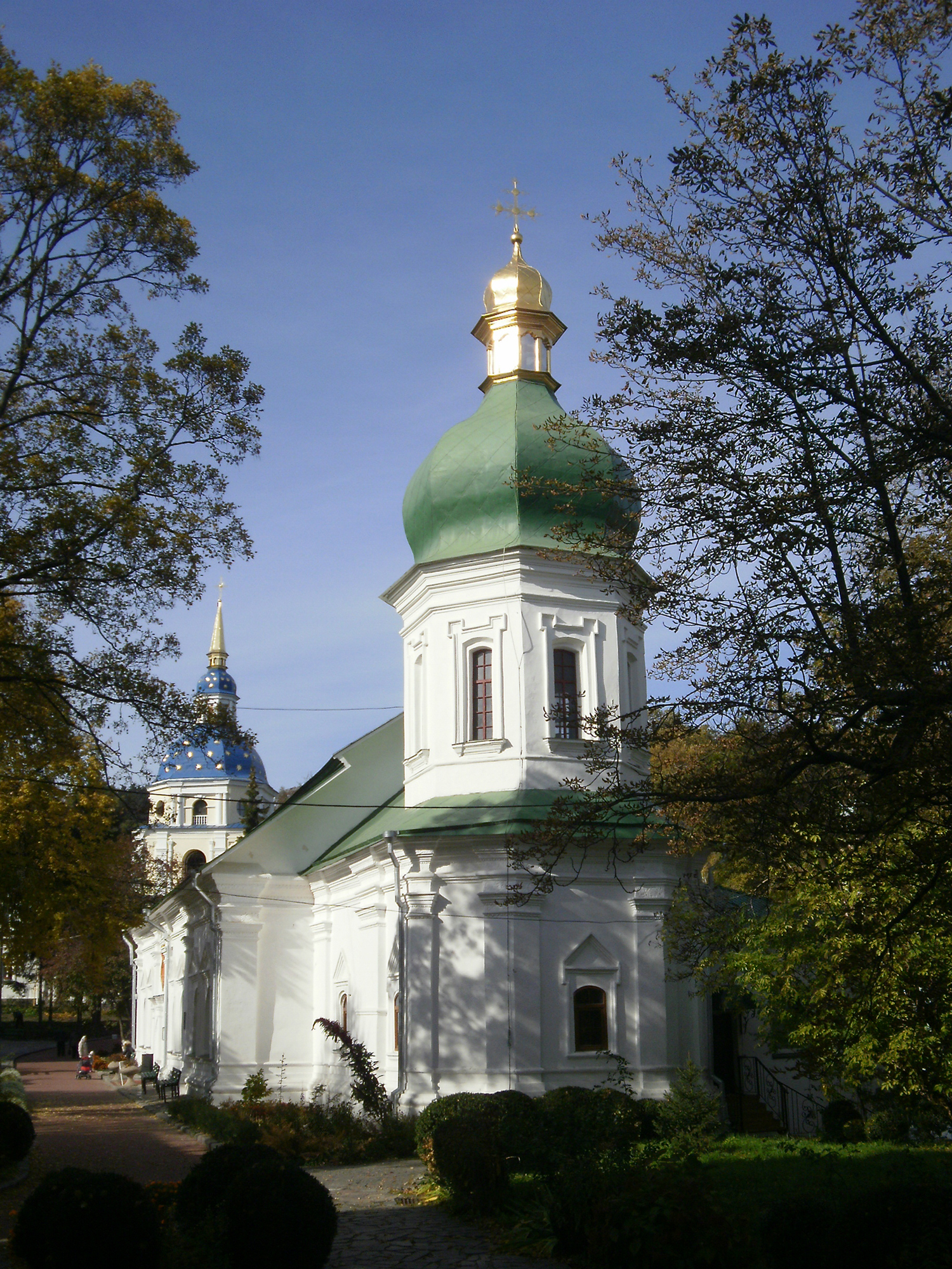
食堂 （17世紀）
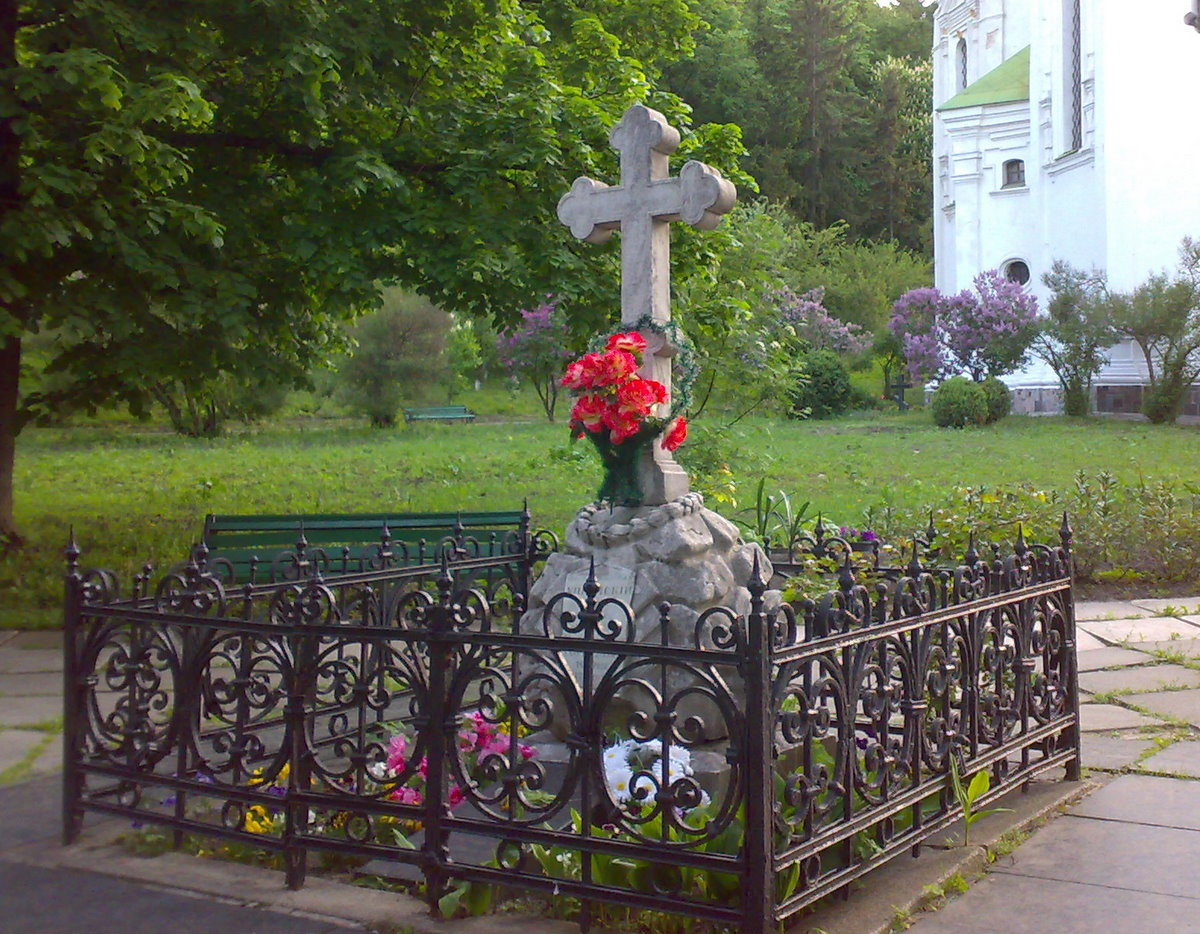
ウシンスキーの墓
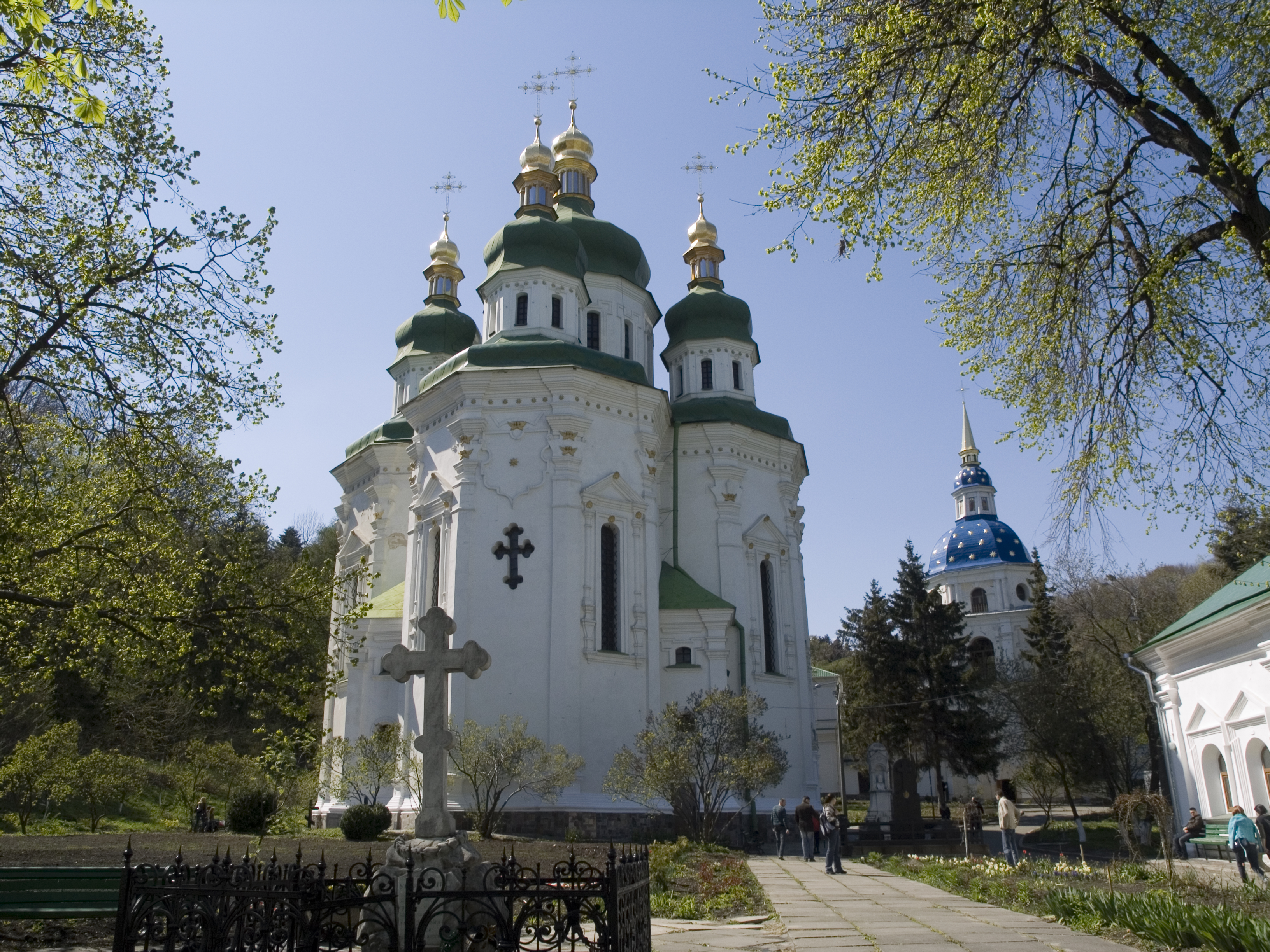
修道院の広場